# La Dame dans l'auto avec des lunettes et un fusil (film, 2015)
Pour les articles homonymes, voir La Dame dans l'auto avec des lunettes et un fusil.
Pour plus de détails, voir Fiche technique et Distribution.
La Dame dans l'auto avec des lunettes et un fusil est un film policier français de Joann Sfar sorti en août 2015. Le film est adapté du roman éponyme de Sébastien Japrisot, déjà adapté dans un film de 1970.      

## Synopsis
Dany, jeune rousse[pertinence contestée] flamboyante manquant de confiance en elle, est dactylographe dans une agence de publicité parisienne. Son directeur lui confie un jour un travail de rédaction pour le lendemain, où il doit se rendre en Suisse. Pour gagner du temps, il lui propose de le rédiger à son domicile. Au petit matin, le directeur demande à Dany de le conduire lui et sa famille à l'aéroport puis de ramener la voiture, une splendide Ford Thunderbird, à son domicile mais Dany décide, sur un coup de tête, d'aller voir la mer. La voici en route vers la Côte d'Azur, elle ne se doute alors pas qu'elle vient de mettre le pied dans un engrenage infernal[Lequel ?].

## Fiche technique
- Titre : La Dame dans l'auto avec des lunettes et un fusil
- Réalisation : Joann Sfar
- Scénario : Patrick Godeau et Gilles Marchand d'après le roman de Sébastien Japrisot
- Photographie : Manuel Dacosse
- Production : Patrick Godeau
- Musique : Agnès Olier
- Supervision musicale : Valérie Lindon pour Ré Flexe Music, Paul Lavergne
- Directeur de la photographie : Manuel Dacosse
- Montage : Maryline Monthieux et Christophe Pinel
- Casting : Michael Laguens
- Décors : Thierry van Cappellen
- Costumes : Pascaline Chavanne
- Sociétés de production : Alicéléo, Waiting for Cinema, Waiting for K, Versus Production, Wild Bunch, France 2, BNP Paribas Fortis Film Finance, Voo, BE TV, RTBF, CNC, France Télévisions, OCS, Canal+, Internationale Medienhilfe, O'Brother Distribution
- Distribution : Wild Bunch, AMG Entertainment, Magnolia Pictures, Russian Report
- Pays :  France
- Date de sortie :  France : 5 août 2015
- Durée : 93 minutes
- Format : 2.35:1
- Budget : 7,36 M €
- Box-office France : 82 653 entrées

## Distribution
- Freya Mavor : Dany
- Benjamin Biolay : M. Caravaille, le directeur
- Elio Germano : le jeune homme aux yeux noirs / Vincenzo Longo
- Stacy Martin : Anita Caravaille
- Eléo Solet  : Bertrand
- Thierry Hancisse : le garagiste
- Lou Lambrecht : Maureen, la fille du garagiste
- Olivier Bonjour : le gendarme motard
- Alexandre von Sivers : le réceptionniste de l'hôtel
- Noémie Morales : Sylvie Caravaille
- Sandrine Laroche : la femme du garagiste
- Frédéric Etherlinck : un type de la station service
- Alain Bellot : l'autre type de la station service
- Édouard Giard : le routier au bouquet de violettes
- François-Dominique Blin : le routier du relais
- Vera Van Dooren : la dame qui a vu
- Chloé de Grom : la jolie brune
- Inès Dubuisson : la fille au chignon
- Karen Monluc : la vendeuse de la boutique
- Benjamin Ramon : le chauffeur de camion n° 2
- Laurent Giordano : le chauffeur de camion n° 3
- Jacob Zegwaard : le chauffeur camion aux lavandes
- Cécile Delberghe : la femme avec le jeune homme
- Christophe Blain : Kaub
- Egon Di Mateo : le pompiste
- Guillaume Gallo : l'employé pompiste
- Charles François : le garçon d'hôtel
- Arnaud Peiffer : le groom
- Olivier Printz : le chauffeur de taxi à Marseille
- Stéphanie Lequien : la mère dans la voiture
- Aline Obadia : Silhouette préparation
- Thierry Boisset : le père dans la voiture

## Production
Joann Sfar tourna le film en Belgique durant l'été 2014, où l'on reconnait notamment le chantier naval et le viaduc à Beez, sur proposition du producteur et co-scénariste Patrick Godeau. Il déclara également que le film sera fidèle au roman bien que ce dernier ait la réputation d'être inadaptable, avec une ambiance « lynchienne ».
Le réalisateur a cependant connu quelques déboires durant la production du film. En effet, fan du roman, il souhaitait faire un film "poisseux, quasi surnaturel" mais il s'est vite rendu compte que la production ne le laisserait pas toucher au scénario déjà écrit. Le budget ayant également été réduit, le metteur en scène a fait de son mieux pour terminer le film dans cette ambiance délicate.
La sortie du film, initialement prévue en avril 2015, a été reportée en août.

## Réception

### Critique
L'Express Styles estime que Joann Sfar « se réapproprie ce film de commande en beauté. » À voir à lire salue « un thriller routier racé visuellement séduisant », mais juge que la priorité donnée à l'esthétique nuit à la narration et que les acteurs masculins manquent d'engagement.

### Commerciale
Le film est un échec commercial majeur, ses 82 000 entrées ne lui assurant qu'une rentabilité de 7 % sur son budget de 7 millions d'euros.

## Autour du film
- Le personnage joué par Elio Germano porte le même nom de famille (Longo) que le personnage de Dany dans le roman.

- Le roman de Sébastien Japrisot avait déjà fait l'objet d'une adaptation au cinéma en 1970 réalisé par Anatole Litvak avec notamment  Samantha Eggar dans le rôle de Dany,  Stéphane Audran dans le rôle d'Anita, Oliver Reed et John McEnery entre autres

## Distinctions
- Magritte des meilleurs costumes pour Pascaline Chavanne